# Ritsuryo
Het ritsuryo-systeem is het Japanse rechtssysteem zoals dat ten tijde van de eerste geschreven wetboeken in de 8e eeuw ontstond. De basis werd gelegd in de Taihō ryō (Taiho wetboek) van keizerin Jitō uit 702, en definitieve vorm kreeg het toen het in 718 met zijn aanpassingen werd gecompileerd tot de Yōrō ritsuryō door een commissie onder leiding van Fujiwara no Fuhito. Het duurde echter nog tot 757 tot het volledig in werking trad. Het systeem was gebaseerd op Chinese voorbeelden, maar was op bepaalde plaatsen ook typisch Japans.

## Staatsbestel
Het staatshoofd was de tennō (keizer), die werd gekozen uit een kleine groep naaste familieleden van de voorgaande keizer. Het hoogste orgaan van de staat was de daijōkan, het Staatsbureau. Deze bestond uit de eerste minister, de Daijō daijin, de Sadaijin (Minister van Links), de Udaijin (Minister van Rechts) en een aantal seniore en juniore leden. In de praktijk werd de post van Daijō daijin echter maar zelden gevuld, vermoedelijk omdat de houder van deze positie zo machtig was dat hij de keizerlijke macht kon bedreigen. Belangrijke zaken werden door de daijōkan aan de keizer voorgelegd ter goed- of afkeuring, minder belangrijke zaken werden door de leden zelfstandig besloten. Formeel op gelijke hoogte stond de jingikan, die echter in de praktijk veel minder belangrijk was, en verantwoordelijk was voor de diverse Shintō-rituelen. Onder de daijōkan stond een achttal ministeries.
Het land was verdeeld in ca 4000 dorpen (gō), gecontroleerd vanuit provinciale gouverneurs in ruim 60 provinciale hoofdplaatsen (kokufu). In de kokufu was ook het religieuze aspect van de staatsmacht vertegenwoordigd, in de vorm van zowel een boeddhistisch klooster als de beheerders van de provinciale Shinto-heiligdommen. De provincies werden verdeeld in in totaal bijna 600 districten (kōri). Het districtshoofd was vaak een erfelijke post. Hij was verantwoordelijk voor de heffing en doorgeving van de belastingen in zijn district. Ook had hij, in elk geval in theorie, de beschikking over 600-1000 man dienstplichtigen - elke familie moest 1 soldaat leveren.
Een verschil met het Chinese systeem was de meer vastomlijnde aristocratie. De allerhoogste posten waren slechts beschikbaar voor leden van de keizerlijke familie, de posten daaronder voor een relatief kleine groep aristocratische families uit Nara. Wel was er binnen die aristocratie vaak verschuivingen plaats, waarbij sommige families belangrijker werden en andere juist aan belang inboetten. Er zijn echter ook families, in het bijzonder de Fujiwara, die de volledige periode van het ritsuryo-systeem een hoge post behielden.

## Belastingen en landbouw
De belastingen werden geheven afhankelijk van de hoeveelheid landbouwgrond. Deze was op zijn beurt weer afhankelijk van de grootte van een familie: Voor elk persoon in de familie kreeg de familie een hoeveelheid land toebedeeld, afhankelijk van geslacht en leeftijd. Om de zes jaar moest het land worden herverdeeld. In de praktijk waren de periodes tussen de herverdelingen echter langer, en vanaf de negende eeuw kwam er helemaal niets meer van terecht.
Op zich waren de belastingen (3-4 procent van de opbrengst) niet zwaar, maar daar kwamen nog verplichte militaire dienst (1 persoon per huishouden) en civiele dienst (60 dagen per jaar) bovenop. Bovendien werd in tijd van honger het zaaigoed tegen hoge rente van de provinciale officials geleend, en was dit een periode waarin Japan periodiek door zware epidemieën werd getroffen.

## Verval van het ritsuryo-systeem
De periodieke herverdeling van land werd al spoedig minder regelmatig - land werd te laat herverdeeld, er kwamen langere tussenpauzes, en na ca. 850 kwam het geheel niet meer voor.
Om de hoeveelheid landbouwgrond te vergroten, werd bepaald dat nieuw ontgonnen land gedurende 1 of 3 generaties, of zelfs voor eeuwig, behouden kon worden. Meestal waren het de aristocratische families in de hoofdstad, boeddhistische kloosters en lokale magnaten die dit in bezit kregen, vanwege de grote hoeveelheid benodigde geld en arbeidskrachten om een gebied te ontwikkelen. Ze kregen ook vrijheid van belastingen, aanvankelijk in beperkte mate, maar men probeerde deze uit te breiden en ook op andere gebieden toepasbaar te laten zijn. Uiteindelijk ontstond er volledig belastingvrijheid en immuniteit van controle door overheidsambtenaren. Deze gebieden in privébezit werden samengevoegd tot de zogenaamde shōen, wat meestal als 'landgoederen' wordt vertaald. Over het algemeen waren er verschillende 'eigenaren' van hetzelfde stuk grond, ieder met zijn eigen rechten, meestal een percentage van de oogst. Deze rechten heetten shiki.
Rijke families, zoals de Fujiwara, hadden vele grote shōen, en verkregen macht en rijkdom meer en meer door de opbrengsten hiervan, en niet door hun bestuursfuncties. Grote gebieden werden privébezit, maar ook de publieke landen (rond de 11e eeuw ongeveer de helft) werden op een wijze bestuurd die op de shōen leek. De gouverneur en hooggeplaatste ambtenaren waren vergelijkbaar met de beheerders van de shōen, behalve dat ze inkomsten afdroegen aan de staat in plaats van een machtige familie of tempel. Daarnaast werd op den duur de keizerlijke familie zelf een van de machtigste houders van shōen.
Het definitieve einde kwam met de opkomst van de daimyō en de Sengoku-periode. Nieuwe lokale heersers kwamen op, die zich aan de formele shiki-eigenaren niet veel meer gelegen lieten liggen, maar voornamelijk op militaire wijze een verdedigbaar en vastomlijnd gebied in handen kregen.